# Пита (Гвинея)
Пита (на френски: Pita) е град в Централна Гвинея, регион Маму. Административен център на префектура Пита. Населението на града през 2014 година е 27 460 души.